# Ophisternon candidum
L'Ophisternon candidum è una specie di pesce appartenente alla famiglia delle Synbrachidae, endemica dell'Australia, di cui rappresenta il pesce delle caverne più lungo. Questo animale si presenta in forma allungata, con una pelle non pigmentata ma dai colori che sfumano tra il bianco e il rosa. Vive unicamente nelle acque sotterranee al buio (motivo per cui è cieco), nascondendosi nei sedimenti e nutrendosi di crostacei e, talvolta, di qualche animale terrestre portato via dalle acque di grotta. Non si sa molto del suo comportamento, se non che gli individui maschili si occupano della costruzione e della protezione dell'abitazione. Raramente si può osservare anche sulla superficie di rocce leggermente sommerse dall'acqua.
In ogni caso, si tratta di una specie che non rappresenta una minaccia per l'uomo (non è commestibile) ma è considerata vulnerabile secondo l'Environment Protection and Biodiversity Conservation Act del 1999, in pericolo secondo la lista rossa della IUCN. La tutela di questa specie, però, è resa difficile dall'inaccessibilità del suo habitat. Alcune specie sono conservate negli acquari per scopi di ricerca. Nel 2020 esemplari di questa specie sono stati studiati per la prima volta con un innovativo metodo PCR.

## Tassonomia
Questa specie fu scoperta nel 1962 e descritta da Mees come Anommatophasma candidum, dove il termine Anommatophasma rappresentava un nuovo genere. Nel 1976 fu rinominata Ophisternon candidum dai ricercatori Rosen e Greenwood, dal greco ophis "serpente" e sternon "sterno, petto", letteralmente "serpente dallo sterno bianco". Nei paesi anglofoni è conosciuta come anguilla cieca, in riferimento al suo aspetto e all'ambiente privo di luce dove vive.

## Descrizione
Un esemplare adulto maturo ha una lunghezza media di 340 mm, ma gli individui possono spaziare da 60 mm fino a 385 mm. Ha da 151 a 169 vertebreː 51-54 pre-anali e 97-117 post-anali. L'ano è collocato nella prima metà del corpo.
Possiede due coppie di narici e quattro paia di branchie, con una lingua particolarmente evoluta e una forte dentatura.

## Distribuzione

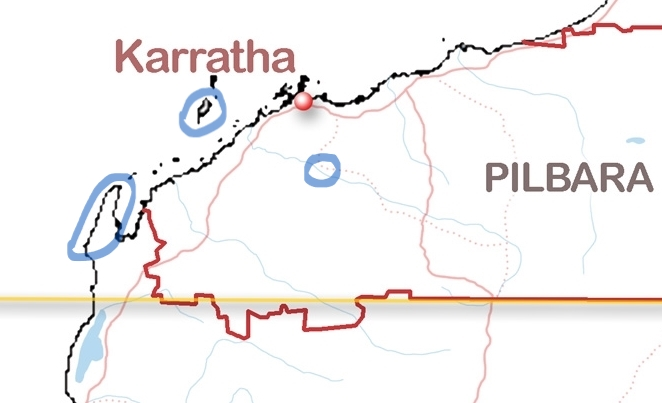
L'area blu rappresenta la distribuzione di questa specie nell'Australia nord-occidentale.

L'Ophisternon candidum si trova nell'Australia nord-occidentale, nelle regioni di Cape Range, Pilbara e Barrow Island, ma viene avvistato di rado (si contano 36 avvistamenti tra il 1959 e il 2017). Sembra, inoltre, che vi sia una specie parallela in evoluzione nella regione di Pilbara, con un patrimonio genetico significativamente diverso.

## Habitat
L'habitat principale è quello delle acque sotterranee e delle caverne, dove le acque hanno un'elevata salinità e si distinguono da quelle superficiali. Il pH di queste acque è tra 7 e 8, la salinità spazia dall'1% all'8%, la durezza è di 220-1500 mg e la conduttività di 115-1250 mS. Di solito vivono in piccoli gruppi e difficilmente se ne avvistano più di due. Si nascondono all'interno di sedimenti calcarei, dove costruiscono dei "nidi" protetti dagli individui maschili.

## Conservazione
L'Ophisternon candidum è una specie classificata a rischio e minacciata dalle attività umane. In particolare, la deviazione e l'approvvigionamento delle acque sotterranee, le miniere, lo sviluppo urbano e l'inquinamento sono i principali responsabili della progressiva estinzione di questa specie.
Il 26 marzo 2008 il ministro australiano votò a favore della conservazione della specie, in risposta alla classificazione di vulnerabilità già emersa dall'Environment Protection and Biodiversity Conservation Act del 1999.